# Ornithoptera alexandrae
Ornithoptera alexandrae, najveća je vrsta leptira na svijetu. Krila ženke dosežu širinu krila nešto veću od 25 cm. Ova vrsta ograničena je na šume provincije Oro koja se nalazi na istoku Papue Nove Gvineje. Ova vrsta otkrivena je 1906. godine, a otkrio ju je Walter Rothschild. Kod ove vrste prisutan je spolni dimorfizam.